# 프로젝트 205형 미사일정
프로젝트 205형 미사일정(러시아어: Ракетные катера проекта 205)은 알마즈 중앙해양공학 설계국에서 개발된 소비에트 해군의 미사일 고속정으로 프로젝트의 코드명은 모스킷(러시아어: Москит, 모기)이며, 나토에는 오사급 미사일정(Osa Class)으로 보고되었다.

## 개발
이 미사일정에 앞선 프로젝트 183R형 미사일정(코마르급)은 선체 크기의 제한으로 더욱 많은 미사일의 장비가 불가능했고, 취약한 대공능력 또한 문제되었다. 이러한 단점 때문에, 183R형은 6척으로 구성된 전대 단위로 작전했는데, 이는 나토 해군의 구축함을 격침시키기 위해서는 두 발의 미사일이 명중해야 한다고 추정됐으며, 이를 위해서는 12발의 미사일이 필요하다고 보았기 때문이다. 183R형은 장차 해전에서 필요한 생존성이 부족하다고 결정된 이후, 같은 목표를 위해 절반이면 충분할 정도의 능력을 갖춘 미사일정의 개발이 필요하게 되었다.
그리하여 알마즈 중앙해양 설계국의 E. I. 유흐닌이 설계자로 임명되었고 개발 감독에는 소련 해군 대령 V. V. 드미트리예프가 임명되어 설계가 시작되었다. 1957년에 설계가 끝난 205형은 강력한 대함 무장과 추진체계를 갖추어 후에 개발되는 프로젝트 206형 어뢰정의 모태가 되기도 하였다. 프로젝트 205형은 세베로드빈스크 조선소와 36번 레닌그라드 프리모르스트 조선소, 그리고 블라디보스톡 달 조선소등 3개 조선소에서 건조가 진행되어 1973년까지 160척이 건조되었고, 중국에선 자체적으로 120척이 건조되었다. 1961년에는 KT-67 원통형 발사기를 갖춘 프로젝트 205U형(나토 코드 : 오사 II)이 개발되었다. 1968년 향상된 P-15M을 장착한 형식(프로젝트 205M형)이 개발되었으나, 후계함의 개발로 개조(프로젝트 205Mod형)는 19대에 그쳤다.

## 구조 및 추진
철제 용접선체이며 낮고 넓은 선체 형태를 지니고 있다. 전방 2개의 미사일 발사대는 고각 12도로 고정되어 있고 후방 2개의 발사대는 고각 15도로 상향 고정되어 있어 동시 발사시에도 상호 영향이 없도록 하였다.
무거워진 선체에도 불구하고 신뢰성과 내구성을 갖춘 M504 디젤엔진 3기(12,000 마력, 205U의 M504 B2 경우 15,000 마력)를 갖춤으로서 40 노트의 고속을 달성하였다. 3개의 추진축을 가지고 있으며, 3개의 발전기 또한 가지고 있다. 주엔진 2개와 발전기 1개는 앞쪽 엔진실에 있고, 나머지 1개의 엔진과 2개의 발전기는 뒷쪽 엔진실에 있다. 2개의 엔진룸 사이에 통제실이 있다.

## 무장
P-15 미사일체계는 4개의 발사기에 격납되어 있으며, MR-533 랑오웃(나토 코드 : 스퀘어 타이) 레이다와 니흐롬(나토 코드 : 하이 홀) ESM/피아식별장치의 도움을 받아 표적을 획득하여 발사된다. 표적이 레이다 전파를 방사한다면 수평선너머의 표적도 획득 가능하다. 날개를 접을 수 있는 P-15U가 개발되면서 보다 작은 원통형의 KT-67 발사기를 가진 프로젝트 205U형이 개발되었다.
183R형의 빈약한 대공무장에 대한 대책으로 MR-104 리스(나토 코드 : 드럼 틸트) 사격통제 레이다와 연동된 2문의 AK-230 30mm 기관포를 선수와 선미에 배치하였다. AK-230은 무인 기관표이며 해상 표적에 대한 공격도 가능하다.
개량된 205U형(오사 II)의 일부는 4연장 스트렐라 2 함대공 미사일 발사기와 미사일 16발을 탑재해 대공무장을 더욱 강화하였다.

## 개량형

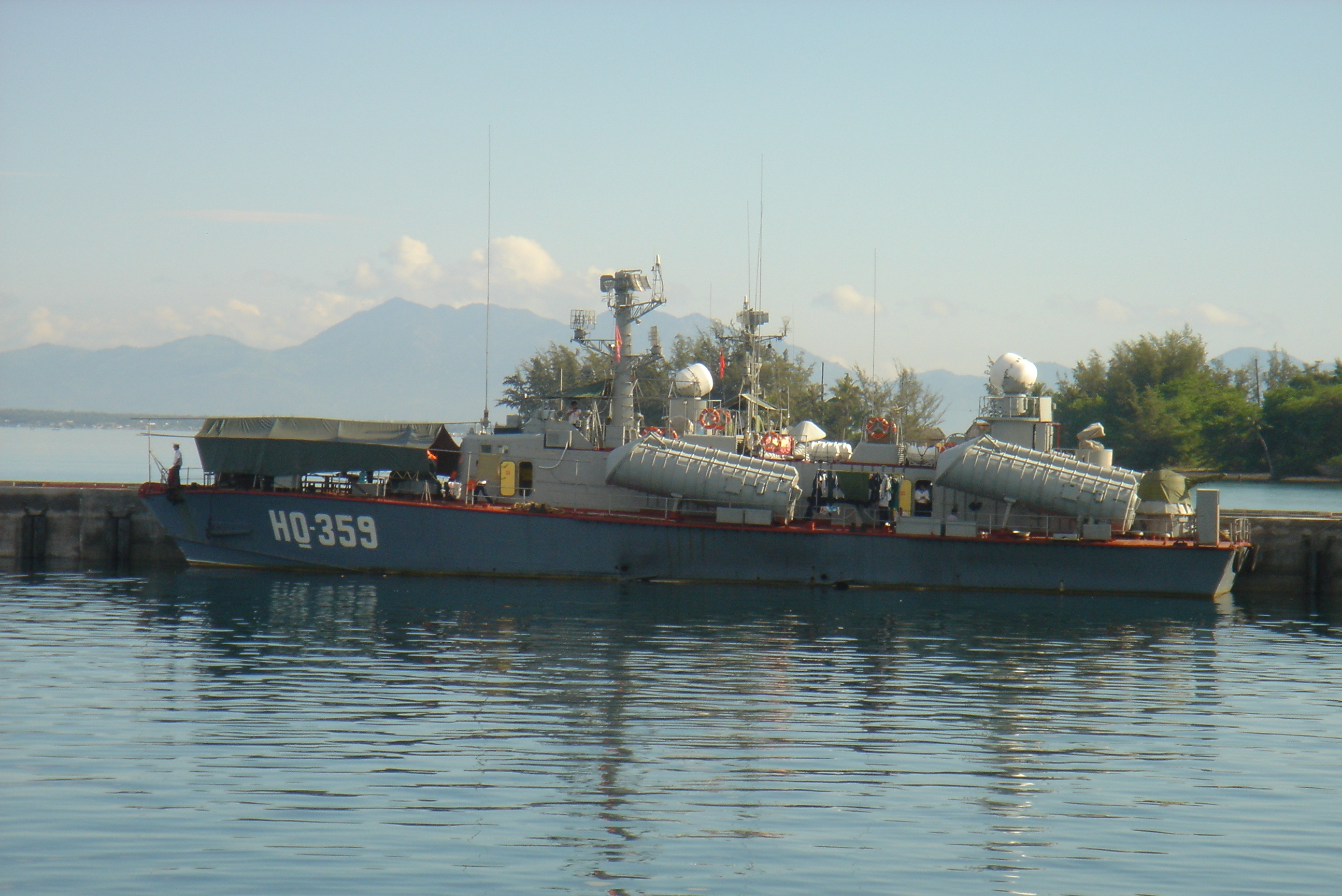
베트남인민해군의 프로젝트 205U형 HQ-359함

- 프로젝트 205형(나토코드 : 오사 I급) : 사각형 발사관을 가진 P-15 미사일체계를 장비한 초기형. 160척이 건조되었다.
- 프로젝트 205U형(나토코드 : 오사 II급) : 접을 수 있는 날개를 가진 4K41 미사일과 원통형 발사관을 가진 P-15U 미사일체계를 장비한 형식. 32척이 건조되었다.
- 프로젝트 205M/Mod형 : 사거리 80km 순항고도 25m의 가르푼 레이다와 코랄 사격통제체계와 결합된 P-15M 미사일체계를 장비한 형식. 후계함의 개발로 인해 1970년대 초 20척의 205U형이 개조되는데 그쳤다.
- 프로젝트 205ER형 : 1994년 개발된, 4연장 Kh-35 우란 대함미사일 발사기 2기를 장착한 시험형.

## 운용국
소련에서만 400척 이상이 건조되었고, 중국에서는 120척이 건조되었다.
205(오사 I)
 베냉 해군
 방글라데시 해군
 불가리아 해군
 크로아티아 해군
 중국 해군
 이집트 해군
 동독 해군
 인도 해군
 라트비아 해군
 조선민주주의인민공화국 해군
 폴란드 해군
 루마니아 해군
 시리아 해군
 유고슬라비아 사회주의 연방공화국 해군
 몬테네그로 해군
 소련 해군
205U(오사 II)
 알제리 해군
 앙골라 해군
 불가리아 해군
 쿠바 해군
 에리트레아 해군
 핀란드 해군
 인도 해군
 리비아 해군
 소말리아 해군
 시리아 해군
 베트남 해군
 남예멘 해군
 소련 해군